# I Feel for You
I Feel for You är en sång av den amerikanske musikern Prince, utgiven på albumet Prince 1979. Sången är komponerad, arrangerad och producerad av Prince.

## Chaka Khans version
I oktober 1984 utgav Chaka Khan en cover på "I Feel for You". Singeln nådde första plats på UK Singles Chart och tredje plats på Billboard Hot 100.